# Meridian (Texas)
Meridian es una ciudad ubicada en el condado de Bosque en el estado estadounidense de Texas. En el Censo de 2010 tenía una población de 1.493 habitantes y una densidad poblacional de 290,84 personas por km².

## Geografía
Meridian se encuentra ubicada en las coordenadas 31°55′36″N 97°38′57″O / 31.92667, -97.64917. Según la Oficina del Censo de los Estados Unidos, Meridian tiene una superficie total de 5.13 km², de la cual 5.09 km² corresponden a tierra firme y (0.86%) 0.04 km² es agua.

## Demografía
Según el censo de 2010, había 1.493 personas residiendo en Meridian. La densidad de población era de 290,84 hab./km². De los 1.493 habitantes, Meridian estaba compuesto por el 82.52% blancos, el 4.62% eran afroamericanos, el 0.47% eran amerindios, el 0.27% eran asiáticos, el 0% eran isleños del Pacífico, el 10.38% eran de otras razas y el 1.74% pertenecían a dos o más razas. Del total de la población el 31.15% eran hispanos o latinos de cualquier raza.